# La Selle-en-Luitré
 La Selle-en-Luitré  es una población y comuna francesa, situada en la región de Bretaña, departamento de Ille y Vilaine, en el distrito de Fougères y cantón de Fougères-Nord.

## Demografía
| 360 | 350 | 323 | 347 | 385 | 425 |
| Para los censos de 1962 a 1999 la población legal corresponde a la población sin duplicidades (Fuente: INSEE [Consultar]) |     |     |     |     |     |

## Personajes ilustres
- Amand Pierre Harel (1836-1885), escultor residente en París.